# Петко Тодоров
Вижте пояснителната страница за други личности с името Тодоров.
Петко Юрданов Тодоров, известен и като П. Ю. Тодоров, (1879 – 1916) е български писател, поет и драматург. Автор е на драмите Зидари (1902), Първите (1907) и Змейова сватба (1910).

## Биография
Петко Юрданов Тодоров е роден в Елена в заможно чорбаджийско семейство с широки културни интереси, което е в роднински връзки със семейството на Стоян Михайловски. Баща му Юрдан Теодоров е член на Общия вилаетски съвет на Дунавския вилает от 1866 г., а през 1876 г. е назначен за съдия по делата на заловени участници в четите на Бачо Киро и Цанко Дюстабанов. Сестра му Мина има връзка с Пейо Яворов. Петко учи в гимназията в Търново (1894-95). Като ученик се увлича от идеите на социализма, чете марксическа литература, създава литературни групи, устройва неделни четения.
През 1896 година заминава с брат си Христо за Тулуза, Франция, и постъпва в „Лисе насионал“. Чете руска и френска литература (Александър Пушкин, Михаил Лермонтов, Лев Толстой, Гюстав Флобер, Ги дьо Мопасан и др.), сътрудничи на в. „Ла Депеш“, свързва се с френските общественици – Жан Жорес и др. Пише антимонархически статии.
През 1897 година се връща в България. Установява се в Русе, заедно с Иван Белинов издава в. „Законност“, където помества статии по обществено-политически въпроси. По повод на Възвание към русенските граждани, насочено срещу правителството и княза, е изправен пред Русенския окръжен съд, но е освободен като малолетен.
Следва право в Берн, Швейцария (1898), литература в Берлин и Лайпциг: завършва през 1904. През 1905 е сред основателите на Радикалдемократическата партия. В началото на XX век, под влиянието на Пенчо Славейков и д-р Кръстьо Кръстев подлага на преоценка обществените и естетическите си възгледи. Започва да изучава философията на немския индивидуализъм и пътува из Русия, Полша и територията на днешна Украйна (тогава Малорусия).
През март 1912 година заминава да се лекува от туберкулоза на остров Капри, където се запознава и се сближава с Максим Горки. По време на войната става приятел и с Лев Троцки.
Петко Юрданов Тодоров умира в Швейцария на 14 февруари 1916 година от туберкулоза, а тленните му останки са пренесени и погребани в София на 15 юни 1921 година.
Тодоров и съпругата му Райна имат три деца, едно от които е преводачът от френски и руски Николай П. Тодоров. Последният е известен и със своето обемно творчество от преразказани приказки (главно на славянските народи).

## Творчество
Първото си произведение – очерк за Иларион Макариополски, Тодоров написва като ученик във II отделение. В ученическите си години пише стихотворения, разказчета и скици, които печата в ученическите издания в. „Друга“ и в. „Съвременна младеж“, а по-късно – в списанията „Искра“, „Светлина“ и др. Някои от тях събира в първата си книга „Драски“ (с псевдоним Пенко). Следващата му книга „Стихове на скучната лира“ излиза под същия псевдоним.
Ранното творчество на Тодоров е силно повлияно от идеите на социалдемокрацията, разглежда социални проблеми, но все още не е добило стила и психологическата дълбочина, характерни за по-късните му творби. Петко Тодоров продължава да пише социални разкази и в Тулуза – публикува ги в социалистическите издания „Ново време“, „Работнически вестник“, „Червен народен календар“ и др.
В края на 1899 написва първата си идилия „Певец“, бележеща промяна в творчеството му и ориентиране към модерните европейски идейни и естетически течения, свързани с философията на индивидуализма. В следващите произведения – идилии и драми, Тодоров съчетава тези идеи с изконно български психоемоционални характеристики; в народностното начало търси общочовешки измерения в душевността и поведението на личността. Творбите му от този начален период са романтико-реалистични.
В първото десетилетие на XX век Тодоров е една от забележителните фигури в българския културен живот – независима личност със завидна култура, европейски тип интелектуалец. Произведенията му носят печата на гордия му характер, на душевен финес и извисена духовност. Тодоров се стреми да постигне изящност и артистичност в словесното изкуство. Бунта си срещу ефимерността на социалното и всекидневното човешко битие демонстрира в зрялото си творчество чрез гордо отшелничество. Той е част от кръга „Мисъл“ и споделя философските, естетическите и художествени търсения на д-р Кръстьо Кръстев, Пенчо Славейков и Пейо Яворов. Славейков и донякъде Яворов също често се обръщат към българското фолклорно наследство като към извор на вдъхновение. Списанието „Мисъл“, което те издават, поставя началото на решително обновление в българската литература и доближаване до идеите на модернизма.
Тодоров активно присъства в българския литературен живот; създава драмите „Страхил страшен хайдутин“, „Първите“. „Змейова сватба“ и „Невеста Боряна“, един том „Идилии“. Различни като художествена ценност, те внасят нов нравствен и естетически смисъл в използваните като художествена канава народни поверия. Под влияние на Хенрик Ибсен и Герхарт Хауптман Тодоров превръща художествените си обобщения в образи-символи. Търсенията на самоизява на творческата, градивната личност стават основна тема в зрялото му творчество.
Типичен герой на идилиите му е гордият, независим, волен човек – харамията, несретникът, носещ силен дух и висока нравственост – Калина от „Мечкар“, гусларят от „Гусларева майка“, Косьо от „Змейно“, Бойко от „Несретник“ и др.
Тодоров пресъздава интензивното духовно горене и драматичните кризи в съзнанието на самотника. Творбите му се отличават с романтично приповдигната емоционална атмосфера и изящен пейзажен рисунък. Богатата образност и своеобразният слог превръщат някои от идилиите в художествен синтез между поезия и проза.

## Памет
На Петко Тодоров е наречен булевард в София (Карта).